# Gabriela Díaz
María Gabriela Díaz, nascida em 2 de janeiro de 1981, é uma ciclista argentina, medalhista pan-americana no Rio de Janeiro 2007 e Guadalajara 2011.